# Wutongqiao
Wutongqiao är ett stadsdistrikt i Leshan i Sichuan-provinsen i sydvästra Kina.